# Eugenio Galea
Eugenio Galea (Catania, 1944) è un mafioso italiano, legato a Cosa Nostra e un membro di spicco della Famiglia di Catania. Nel corso della sua carriera criminale, Galea è stato considerato uno dei luogotenenti più fidati di Benedetto Santapaola ed è stato soprannominato dalla stampa il "Ministro degli Esteri della Mafia" per la sua gestione degli affari internazionali della mafia catanese.

## Carriera criminale
Negli anni '90, dopo gli arresti di Nitto Santapaola e Aldo Ercolano, Eugenio Galea assunse un ruolo di leadership cruciale all'interno della famiglia mafiosa di Catania. Fino al 1995, non solo era a capo della Famiglia di Catania, ma ricopriva anche la carica di "ministro degli esteri", responsabile della gestione delle vaste operazioni finanziarie della famiglia catanese, inclusi i traffici di riciclaggio di denaro, in particolare nell’Europa dell'Est. I suoi legami in Romania svolsero un ruolo fondamentale nella capacità del clan di investire in proprietà e casinò, riciclare denaro e ampliare la propria influenza. Nonostante fosse una figura relativamente sconosciuta prima del 1990, l’ascesa di Galea all’interno della mafia catanese fu rapida. Divenne rapidamente un elemento chiave della famiglia mafiosa, gestendo i rapporti con altre famiglie mafiose in tutta la Sicilia e partecipando alla Commissione interprovinciale di Cosa Nostra, incaricata di prendere decisioni sulle principali attività criminali.
La carriera criminale di Galea culminò con un periodo di latitanza durato due anni, che si concluse nel 1995 quando fu catturato in una villa situata alle pendici dell’Etna. Durante l’operazione, la polizia circondò l’abitazione e Galea venne arrestato senza opporre resistenza. L’operazione faceva parte di un’indagine più ampia condotta dalla Direzione distrettuale antimafia di Catania.
Negli anni successivi, il nome di Galea continuò ad apparire nelle principali indagini antimafia. Nel 2006 fu nuovamente arrestato, questa volta con l'accusa di associazione mafiosa ed estorsione aggravata. Fu coinvolto in un’importante inchiesta nota come "Dionisio", che portò all’arresto di 83 persone nella Sicilia orientale. Il ruolo di Galea all’interno del clan Santapaola rimase rilevante, poiché continuava a esercitare la propria influenza sulle attività criminali del clan anche dal carcere.
I suoi guai giudiziari proseguirono anche dopo il primo arresto del 2006. Nel 2009, Galea fu condannato a 16 anni di reclusione per associazione mafiosa. Tuttavia, nell’ottobre del 2011 fu scarcerato a seguito di una decisione del Tribunale di Catania relativa alle condizioni della sua detenzione. Poco dopo, però, la Corte d’Appello stabilì che Galea dovesse essere nuovamente arrestato, ritenendo che non fossero state rispettate le condizioni previste per la detenzione. Di conseguenza, fu nuovamente arrestato e riportato in carcere per scontare la pena.